# Female Pleasure
#Female Pleasure es un documental suizo-alemán de 2018 dirigido por la directora suiza Barbara Miller. La película explora la sexualidad femenina en el siglo XXI en todo el mundo.

## Contenido
La película aboga por la liberación de la sexualidad femenina en relaciones igualitarias y sensuales entre los sexos en el siglo XXI. Acompaña a cinco mujeres de diferentes orígenes culturales que se oponen a la represión de la sexualidad femenina en sus comunidades culturales y religiosas. La película revela similitudes entre los diferentes protagonistas, y muestra su lucha por la sexualidad autodeterminada, y "cada mujer, todas con un valor incalculable en relación al trabajo que están haciendo, enmarcan sus historias de diferentes maneras", como apunta Jordan Julian en su artículo en The Daily Beast "la autora estadounidense Deborah Feldman dejó la comunidad jasídica de la ciudad de Nueva York; la psicoterapeuta somalí Leyla Hussein tuvo que someterse a la mutilación genital de niña y lucha contra esta práctica; la artista de manga japonesa Rokudenashiko fue arrestada varias veces por su trabajo con genitales femeninos; la erudita bávara y ex monja Doris Reisinger, informó públicamente sobre las experiencias de abuso en una comunidad espiritual en Roma; y Vithika Yadav trabaja como editora de educación sexual en Delhi.

## Liberación
La película se estrenó el 5 de agosto de 2018 en el Festival Internacional de Cine de Locarno en la Semaine de la Critique. El estreno de la película fue el 8 de noviembre de 2018 en Alemania y Austria, y el 15 de noviembre en Suiza. En abril de 2019, siguió el estreno norteamericano en el Festival Internacional de Documentales Canadiense Hot Docs. El 18 de octubre de 2019 fue el estreno en cines de Estados Unidos.

## Antecedentes
La producción de la película corrió a cargo de Mons Veneris Films GmbH, Zúrich, Das Kollektiv für audiovisuelle Werke GmbH, Zúrich, e Indi Film GmbH, Stuttgart, en una coproducción con SRG SSR, Arte, SRF, RTS y RSI. La película fue dirigida por Bárbara Miller.

## Acogida

### Taquilla
En Suiza, la película tuvo la mayor taquilla de todos los documentales suizos del año 2018. En Alemania, #Female Pleasure se estrenó como la película más exitosa del fin de semana, y estuvo en el Top 4 de 2018. Según la Televisión Alemana, la película fue uno de los documentales más relevantes del año 2018.

### Respuesta de la crítica
En la fecha del estreno en cines en los EE. UU., la Alianza de Mujeres Periodistas Cinematográficas calificó el documental como la película de la semana porque "nos muestra por qué esa lucha es tan importante y cómo conecta a las mujeres a través de distancias tanto geográficas como culturales". Incluso si las cinco mujeres son dispares en términos de sus historias y experiencias, "Miller subraya el hecho de que la lucha de las mujeres por abrazar y adueñarse de su sexualidad en un mundo dominado por la misoginia es universal", escribió Betsy Bozdeck.
Como #Female Pleasure se enfoca en las restricciones patriarcales sobre la sexualidad de las mujeres, los críticos de cine ubicaron la película como una contribución al debate #MeToo. John DeFore de The Hollywood Reporter concluyó que este documental "nos recuerda que las culturas de todo el mundo y a lo largo del tiempo han utilizado las costumbres sexuales para afirmar el control sobre las mujeres". Martin Kudlac escribió en Screen Anarchy: "A principios del siglo XXI, los estereotipos culturales y de género se someten a una importante reevaluación, mientras que las mujeres y sus voces en la sociedad se empoderan y se escuchan alto y claro. (. . . ) Miller suma su contribución al debate más candente a través de los ojos de cinco valientes mujeres dispuestas a actuar y testificar". Continuó diciendo que Miller no atacó las religiones, aunque la película hizo "un punto de vista informado sobre el sexismo y la misoginia inherentes que se ejercen con frecuencia en nombre o bajo el pretexto de un ser superior mientras se usa el cuerpo de las mujeres como clave".
Annette Scharnberg de Swiss Radio and Television subrayó la importancia de la película para el entendimiento mutuo entre los sexos: "Una solo puede esperar que aquellas personas que están molestas por los supuestos lloriqueos sobre igualdad, MeToo y cuestiones de género sean más capaces de comprender, gracias a películas como #Female Pleasure, porque no hay otra alternativa que luchar contra esta cultura de opresión". Dijo que Miller demostró cómo la discriminación, la misoginia y la violencia sexualizada estaban conectadas en todo el mundo con estructuras patriarcales, legitimadas por textos sagrados, ya fueran cristianos, judíos, musulmanes, budistas o hindúes. Similar Muriel Del Don en Cineuropa.org dijo que "Lo que este documental parece querer decirnos es que nunca es demasiado tarde para hacer valer nuestro derecho a existir. Las mujeres pueden y deben hacer valer su sexualidad, no en aras del deber, sino en nombre del placer, porque esta sexualidad se convierte rápidamente en un arma con la que combatir una prisión patriarcal de proporciones grotescas”.
Escribiendo para Los Angeles Times, María García estimó la objetividad y universalidad del tema: Cada una de las protagonistas "brinda una visión interna de la marca única de misoginia que informa a sus respectivas culturas. Todas son sobrevivientes de violación u otras formas de agresión sexual. Los problemas que enfrentan no son nuevos; sin embargo, las historias de su radicalización son atractivas, y la hábil edición y el enfoque objetivo de Miller dan como resultado una película sorprendentemente íntima y que afirma la vida".
Malin Jörnvi de FF2 Media identificó otros dos aspectos importantes de la película. Primero, el papel de la religión: "el documental adopta una postura explícita en lo que respecta a la religión: todas las narraciones implican una crítica mordaz contra el tratamiento de las mujeres y los cuerpos de las mujeres dentro de la fe humana organizada". Y segundo, una "herramienta poderosa para el aprendizaje". Porque el documental no solo presenta la responsabilidad global de la ciudadanía de educarnos en el estado contemporáneo del mundo, sino que también destaca la responsabilidad que tenemos de criticar con la perspectiva inevitablemente unidimensional impuesta por el uso de la cámara.

### Galardones
La película recibió varios premios y nominaciones. Después del Premio Zonta en la Semana de la Crítica en el Festival de Locarno 2018, la película ganó el Premio Especial del Jurado Interreligioso en el Festival Internacional de Cine Documental y de Animación de Leipzig. Para el Swiss Film Award 2019, #Female Pleasure fue nominada en las tres categorías Mejor Película Documental, Mejor Banda Sonora, Mejor Montaje de Película; en Austria, ganó un Premio Romy en la categoría Mejor Documental de Cine. En 2019, la película recibió el Premio de Amnistía Internacional en el Festival de Documentales de Tesalónica, y el Premio del Público en Millennium Docs Against Gravity en Varsovia.